# 安炯燮
安炯燮（：／ Ahn Hyeong Seop；1999年8月9日—）是一位韓國歌手，樂華娛樂旗下男子音樂團體TEMPEST的成員。2017年，與義雄組成雙人組合炯燮x義雄。在這之前，他因為在韓國選秀節目《PRODUCE 101 第二季》的表現而受到關注。

## 經歷

### 早期生活
安炯燮出生於韓國京畿道利川市，成長於龍仁市，家庭成員除了父母之外尚有一位小7歲的弟弟。
他曾是Big Hit娛樂（現HYBE）旗下的練習生。

### 2017－2020：《PRODUCE 101 第二季》、炯燮x義雄
2017年，安炯燮以樂華娛樂練習生的身分，參加大型男團選秀節目《PRODUCE 101 第二季》，在節目中，最後一集排名前11的練習生將以限定組合進行為期一年半的活動。安炯燮於第一集上台跳〈Pick Me〉受到關注，然而在6月16日最後一集，他共獲得609,085票，最終成績為第16名，未能出道。
同年11月2日，安炯燮與同公司的練習生義雄組成雙人組合炯燮x義雄，以單曲專輯《The Moment of Memory》出道。

### 2022－至今：團體出道
2022年1月3日，樂華娛樂公開炯燮做為TEMPEST成員的照片，同時他也是第四位公開的成員。
團體原定於2月21日發行迷你專輯《It's ME, It's WE》出道，然而同月14日全體團員感染新冠肺炎，因此出道日程延後至3月2日。

## 影視作品

### 網路劇
| 年份 | 電視台      | 標題       | 角色 | 備註  |
| ---- | ----------- | ---------- | ---- | ----- |
| 2017 |             | 淘氣鬼偵探 | 五聖 | [ 6 ] |
| 2018 | 淘氣鬼偵探2 |            | 五聖 |       |

### 綜藝節目
| 年份 | 電視台  | 標題                   | 角色       | 備註   |
| ---- | ------- | ---------------------- | ---------- | ------ |
| 2017 | Mnet    | 《PRODUCE 101 第二季》 | 參賽者     | 第16名 |
| 2017 | tvN     | 《現場脫口秀Taxi》     |            |        |
| 2017 | SBS MTV | 《THE SHOW》           | 特別主持人 |        |
| 2017 | OnStyle | 《Get it beauty》      |            |        |
| 2017 | OnStyle | 《魅力TV》             |            |        |
| 2017 | tvN     | 《奇怪的歌手》         | 表演者     |        |
| 2018 | MBC     | 《Ranking Show 123》   | 推理團     |        |
| 2018 | 中華TV  | 《Weekly China Now》   |            |        |
| 2019 | SBS     | 《Grand Blue》         |            |        |
| 2023 | SBS MTV | 《THE SHOW》           | 固定主持人 |        |